# Akregator
Akregator е свободен софтуер четящ и обработващ RSS и Atom емисии от новинарски портали, блогове, подкасти и др. Приложението е част от KDE проекта.

## Възможности
Отделните емисии могат да се групират в категории, да им се задава време на обновяване и време, за което да се пазят в базата данни. Може да се извършва търсене. Вграденият KHTML позволява работа и като уеббраузър с поддръжка на табове. Съдържанието може да бъде прегледано и с външен браузър.